# Akeem Williams
Pour les articles homonymes, voir Williams.
Akeem Williams, né le 26 janvier 1991 à Brockton, Massachusetts, est un joueur américain de basket-ball. Mesurant 1,78 m et pesant 86 kg, il évolue au poste de meneur.

## Biographie
Le 12 juillet 2014, Williams signe son premier contrat professionnel, en France, à Charleville-Mézières en deuxième division,.
Le 1er juillet 2015, il resigne un an avec Charleville-Mézières.
Après avoir passé une saison du côté de La Charité Basket 58 en NM1, il s'engage avec Poitiers au mois de juin 2020 pour la saison 2020-2021 de Pro B. Le club termine dernier de Pro B et est relégué en NM1, et Williams est l'auteur d'une saison très moyenne. Il tente de se relancer au Saint-Vallier Basket Drôme, récent champion de France de Nationale 1 et promu en Pro B. L'expérience tourne court puisqu'il est coupé par le club au mois de janvier, après 12 matchs disputés.

## Palmarès
- Champion de Tunisie (division nationale B) : 2022
- Northeast-10 All-First Team - 2013
- Northeast-10 All-Second Team - 2012
- NABC All-District East First Team - 2013
- NABC All-District East Second Team - 2012

## Statistiques

### Universitaires
Les statistiques en matchs universitaires d'Akeem Williams sont les suivantes :
| Saison    | Équipe       | Matchs | Titul. | Min./m | % Tir | % 3pts | % LF | Rbds/m. | Pass/m. | Int/m. | Ctr/m. | Pts/m. |
| --------- | ------------ | ------ | ------ | ------ | ----- | ------ | ---- | ------- | ------- | ------ | ------ | ------ |
| 2010-2011 | UMass-Lowell | 28     | 28     | -      | -     | -      | -    | -       | -       | -      | -      | -      |
| 2011-2012 | UMass-Lowell | 30     | 28     | 31,9   | 43,5  | 34,5   | 75,9 | 3,37    | 3,20    | 1,13   | 0,17   | 17,70  |
| 2012-2013 | UMass-Lowell | 27     | 26     | 34,6   | 45,6  | 40,0   | 75,0 | 3,22    | 3,26    | 1,48   | 0,07   | 19,93  |
| 2013-2014 | UMass-Lowell | 28     | 28     | 32,0   | 38,3  | 34,4   | 80,3 | 4,07    | 3,36    | 1,29   | 0,07   | 15,79  |
| Total     | Total        | 113    | 110    | 32,6   | 41,6  | 35,9   | 77,8 | 3,68    | 3,30    | 1,29   | 0,10   | 17,28  |

### Professionnelles
| Saison    | Équipe               | Matchs | Titul. | Min./m | % Tir | % 3pts | % LF | Rbds/m. | Pass/m. | Int/m. | Ctr/m. | Pts/m. |
| --------- | -------------------- | ------ | ------ | ------ | ----- | ------ | ---- | ------- | ------- | ------ | ------ | ------ |
| 2014-2015 | Charleville-Mézières | 34     | 34     | 31,3   | 49,0  | 39,6   | 72,9 | 3,50    | 2,65    | 1,47   | 0,03   | 15,24  |
| 2015-2016 | Charleville-Mézières | 34     | 33     | 32,3   | 43,1  | 39,9   | 70,6 | 2,35    | 4,82    | 1,29   | 0,09   | 13,76  |